# Wilhelm Wolf (Politiker, 1899)
Wilhelm Wolf (* 30. September 1899 in Styrum, Landkreis Mülheim an der Ruhr; † 14. Mai 1948 in Berlin) war ein deutscher Politiker (CDU).

## Leben
Wolf besuchte die Volksschule und das Gymnasium. Infolge des wirtschaftlichen Zusammenbruchs nach dem Ersten Weltkrieg und der Hyperinflation arbeitete er mehrere Jahre als Bergarbeiter und Rottenarbeiter. Er widmete sich volkswirtschaftlichen Studien und wurde 1930 promoviert.  Im Jahr 1931 erhielt er die Syndikusstelle des Mittelstandshauses in Marl. Aufgrund dauernder Belästigungen durch die NSDAP musste er 1935 seine Stellung verlassen. Es gelang ihm eine neue Existenzgrundlage als Geschäftsführer der Kreishandwerkerschaft Zauch-Belzig zu finden. Diese Position gab er 1938 nach der Heirat mit Erika Wolf (1912–2003) auf und machte sich als Kaufmann in der Textilwirtschaft selbstständig.
Mit Ende des Zweiten Weltkrieges begann seine politische Tätigkeit. 1945 war er gemeinsam mit seiner Frau Mitbegründer der CDU Brandenburg, vom Oktober 1945 bis zu seinem Tod im Mai 1948 war er deren Landesvorsitzender. Nach der Parteigründung stand er mit anderen für eine politische Zusammenarbeit mit KPD und SPD ein. In der ersten Nummer der Zeitung Märkische Union, die  Anfang Februar 1948 im Land Brandenburg erschien, forderte er in einem Beitrag die Zusammenarbeit aller Kräfte im Kampf um die Einheit Deutschlands und behauptete, dass alle Maßnahmen der Blockparteien der Ostzone dem Ziel eines gesamtdeutschen Vaterlandes dienten.
Kurz vor seinem Tod sprach er sich auf dem Landesparteitag vom 7. bis 9. Mai 1948 offen gegen das Totalitätsstreben der SED, für freie Wahlen und die Zusammenarbeit mit der West-CDU aus.
Ab Juli 1946 war er für die CDU Mitglied der ernannten Beratenden Versammlung Brandenburgs und wurde dort zum ersten stellvertretenden Vorsitzenden gewählt. Bei den halbfreien Landtagswahlen 1946 wurde Wolf in den Landtag gewählt und wurde dort Vizepräsident. Bis zu seinem Tod war er auch Mitglied des 1. Volksrates der SBZ.
Im Jahr 1948 verunglückte er unter ungeklärten Umständen bei einem Autounfall. Zeitgenössische Beobachter diskutierten die Frage einer Ermordung Wolfs.